# Cratere Galvani
Galvani è un cratere lunare di 76,83 km situato nella parte nord-occidentale della faccia visibile della Luna, a sud del cratere Volta. Si sovrappone parzialmente il bordo sudest del cratere Langley, che si trova a metà strada tra i crateri Volta e Galvani. A nord est è presente il vasto cratere Repsold e a ovest-sudovest, nel lato nascosto, è presente il cratere McLaughlin.
A causa della posizione prossima al terminatore, l'osservazione del cratere è inoltre condizionata dalla librazione lunare e comunque appare distorto dalla prospettiva.
L'orlo del cratere è arrotondato con un cratere minore situato lungo la parete interna a sudovest. A sudovest il bordo non è circolare come il resto del perimetro e la parete interna è più larga lungo il lato occidentale rispetto a quello orientale, quindi il punto mediano del fondo interno è spostato leggermente verso est. Le Rimae Repsold attraversano il bordo nordest e il fondo interno, biforcandosi vicino al punto centrale e proseguendo verso ovest-sudovest.
Il cratere è dedicato al fisico italiano Luigi Galvani.

## Crateri correlati
Alcuni crateri minori situati in prossimità di Galvani sono convenzionalmente identificati, sulle mappe lunari, attraverso una lettera associata al nome.
| Galvani | Coordinate            | Diametro (in km) |
| ------- | --------------------- | ---------------- |
| B       | 49°27′00″N 88°49′12″W | 12,71            |
| D       | 47°19′48″N 88°04′12″W | 9,07             |